# Liste des aérodromes et aéroports à Madagascar
La liste des aérodromes et aéroports à Madagascar, présentée ci-après avec leur code IATA et leur code OACI.
| \| 30 km1:4 466 000 \| Ambalabe Ambalavao Ambatomainty Ambatondrazaka Ambilobe Ambohijanahary Mahajanga Ampampamena Ampanihy Analalava Andapa Andavadoaka Ankaizina Ankavandra Ankazoabo BA Arivonimamo Antsalova Antsirabato Antsirabe Antsoa Antsiranana · Arrachart Befandriana · Avaratra Bekily Belo sur · Tsiribihina Besalampy Betioky Doany Farafangana Nosy Be · Fascene Fianarantsoa Ihosy Ilaka-Est Antananarivo · Ivato Mahanoro Maintirano Malaimbandy Mampikony Manakara Mananara Nord Mananjary Mandabe Mandritsara Manja Maroantsetra Miandrivazo Morafenobe Morombe Morondava Port-Bergé Sainte · Marie Samangoky Sambava Soalala Tôlanaro · Fort-Dauphin Tambohorano Toamasina · Ambalamanasy Toliara Tsaratanana Tsiroanomandidy Vangaindrano Vatomandry Vohémar · Vohimarina |
| 30 km1:4 466 000 |

Les aérodromes en gras ont des liaisons régulières commerciales

## Aéroports
Les noms des aéroports indiqués en gras ont des liaisons régulières commerciales.
| Région            | Nom                                         | Commune              | OACI | IATA | Type            | Coordonnées                  |
| ----------------- | ------------------------------------------- | -------------------- | ---- | ---- | --------------- | ---------------------------- |
| Alaotra-Mangoro   | Aérodrome d'Ambatondrazaka                  | Ambatondrazaka       | FMMZ | WAM  | Civil           | 17° 48′ S, 48° 26′ E         |
| Alaotra-Mangoro   | Aérodrome d'Ambohijanahary                  | Ambohijanahary       | FMMJ |      | Civil           | 17° 28′ S, 48° 19′ E         |
| Alaotra-Mangoro   | Aérodrome d'Amparafaravola                  | Amparafaravola       | FMMP |      | Civil           | 17° 39′ S, 48° 13′ E         |
| Ambatosoa         | Aérodrome de Maroantsetra                   | Maroantsetra         | FMNR | WMN  | Civil           | 15° 26′ 12″ S, 49° 41′ 18″ E |
| Ambatosoa         | Aérodrome de Mananara Nord                  | Mananara Nord        | FMNC | WMR  | Civil           | 16° 09′ 50″ S, 49° 46′ 26″ E |
| Analamanga        | Aéroport international d'Antananarivo-Ivato | Ivato                | FMMI | TNR  | Civil           | 18° 47′ 49″ S, 47° 28′ 44″ E |
| Analanjirofo      | Aérodrome de Sainte-Marie                   | Sainte-Marie         | FMMS | SMS  | Civil           | 17° 05′ 38″ S, 49° 48′ 57″ E |
| Androy            | Aérodrome de Bekily                         | Bekily (en)          | FMSL | OVA  | Civil           | 24° 14′ 10″ S, 45° 18′ 18″ E |
| Anôsy             | Aérodrome de Betioky                        | Betioky              | FMSV | BKU  | Civil           | 23° 44′ S, 44° 23′ E         |
| Anôsy             | Aéroport de Betroka                         | Betroka              | FMSE |      | Civil           | 23° 16′ S, 46° 08′ E         |
| Anôsy             | Aérodrome de Fort-Dauphin                   | Tôlanaro             | FMSD | FTU  | Civil           | 25° 02′ 17″ S, 46° 57′ 22″ E |
| Atsimo-Andrefana  | Aérodrome d'Ampanihy (en)                   | Ampanihy             | FMSY | AMP  | Civil           | 24° 41′ 59″ S, 44° 44′ 03″ E |
| Atsimo-Andrefana  | Aérodrome d'Andavadoaka                     | Andavadoaka          |      | DVD  | Civil           | 22° 06′ 40″ S, 43° 16′ 14″ E |
| Atsimo-Andrefana  | Aérodrome d'Ankazoabo                       | Ankazoabo            | FMSZ | WAK  | Civil           | 22° 17′ 45″ S, 44° 31′ 52″ E |
| Atsimo-Andrefana  | Aéroport d'Antsoa                           | Beroroha             | FMSB | WBO  | Civil           | 21° 36′ S, 45° 08′ E         |
| Atsimo-Andrefana  | Aérodrome de Morombe                        | Morombe              | FMSR | MXM  | Civil           | 21° 45′ 14″ S, 43° 22′ 32″ E |
| Atsimo-Andrefana  | Aérodrome de Samangoky                      | Tanandava            | FMSN | TDV  | Civil           | 21° 42′ S, 43° 44′ E         |
| Atsimo-Andrefana  | Aérodrome de Tuléar                         | Toliara (Tulear)     | FMST | TLE  | Civil           | 23° 23′ 00″ S, 43° 43′ 42″ E |
| Atsimo-Atsinanana | Aérodrome de Farafangana                    | Farafangana          | FMSG | RVA  | Civil           | 22° 48′ 19″ S, 47° 49′ 14″ E |
| Atsimo-Atsinanana | Aérodrome de Vangaindrano                   | Vangaindrano         | FMSU |      | Civil           | 23° 21′ 06″ S, 47° 34′ 44″ E |
| Atsinanana        | Aérodrome d'Ilaka-Est                       | Ilaka-Est            | FMMQ | ILK  | Civil           | 19° 35′ S, 48° 48′ E         |
| Atsinanana        | Aérodrome de Mahanoro                       | Mahanoro             | FMMH | VVB  | Civil           | 19° 50′ S, 48° 48′ E         |
| Atsinanana        | Aéroport de Vatomandry                      | Vatomandry           | FMMY | VAT  | Civil           | 19° 23′ S, 48° 57′ E         |
| Atsinanana        | Aéroport Ambalamanasy de Toamasina          | Toamasina            | FMMT | TMM  | Civil           | 18° 06′ 34″ S, 49° 23′ 33″ E |
| Betsiboka         | Aérodrome de Tsaratanana                    | Tsaratanana          | FMNT | TTS  | Civil           | 16° 45′ S, 47° 37′ E         |
| Boeny             | Aérodrome de Soalala                        | Soalala              | FMNO | DWB  | Civil           | 16° 06′ 03″ S, 45° 21′ 24″ E |
| Boeny             | Aéroport de Mahajanga-Philibert Tsiranana   | Mahajanga            | FMNM | MJN  | Civil           | 15° 40′ 02″ S, 46° 21′ 07″ E |
| Bongolava         | Aérodrome de Tsiroanomandidy                | Tsiroanomandidy      | FMMX | WTS  | Civil           | 18° 45′ S, 46° 03′ E         |
| Diana             | Aérodrome d'Ambilobe                        | Ambilobe             | FMNE | AMB  | Civil           | 13° 11′ 18″ S, 48° 59′ 17″ E |
| Diana             | Aérodrome d'Ampampamena                     | Ambanja              | FMNJ | IVA  | Civil           | 13° 39′ S, 48° 28′ E         |
| Diana             | Aérodrome d'Arrachart                       | Antsiranana          | FMNA | DIE  | Civil           | 12° 20′ 58″ S, 49° 17′ 30″ E |
| Diana             | Aéroport international de Nosy-Be-Fascene   | Nosy Be              | FMNN | NOS  | Civil           | 13° 18′ 43″ S, 48° 18′ 53″ E |
| Diana             | Base aéronavale d'Antsiranana (Andrakaka)   | Antsiranana          | FMNK |      | Militaire       | 12° 15′ 12″ S, 49° 15′ 12″ E |
| Fitovinany        | Aérodrome de Manakara                       | Manakara             | FMSK | WVK  | Civil           | 22° 07′ 11″ S, 48° 01′ 18″ E |
| Haute Matsiatra   | Aérodrome d'Ambalavao                       | Ambalavao            | FMSA |      | Civil           | 21° 49′ S, 46° 55′ E         |
| Haute Matsiatra   | Aérodrome de Fianarantsoa                   | Fianarantsoa         | FMSF | WFI  | Civil           | 21° 26′ 30″ S, 47° 06′ 42″ E |
| Ihorombe          | Aéroport d'Ihosy                            | Ihosy                | FMSI | IHO  | Civil           | 22° 24′ 23″ S, 46° 10′ 00″ E |
| Itasy             | Base aérienne d'Arivonimamo                 | Arivonimamo          | FMMA |      | Militaire       | 19° 01′ 44″ S, 47° 10′ 19″ E |
| Melaky            | Aérodrome d'Ambatomainty                    | Ambatomainty         | FMMB | AMY  | Civil           | 17° 41′ S, 45° 37′ E         |
| Melaky            | Aérodrome d'Antsalova                       | Antsalova            | FMMG | WAQ  | Civil           | 18° 42′ S, 44° 37′ E         |
| Melaky            | Aérodrome de Besalampy                      | Besalampy            | FMNQ | BPY  | Civil           | 16° 44′ 31″ S, 44° 28′ 53″ E |
| Melaky            | Aérodrome de Maintirano                     | Maintirano           | FMMO | MXT  | Civil           | 18° 03′ 01″ S, 44° 02′ 00″ E |
| Melaky            | Aérodrome de Morafenobe                     | Morafenobe           | FMMR | TVA  | Civil           | 17° 51′ S, 44° 55′ E         |
| Melaky            | Aérodrome de Tambohorano                    | Tambohorano          | FMMU | WTA  | Civil           | 17° 28′ 34″ S, 43° 58′ 22″ E |
| Menabe            | Aérodrome d'Ankavandra                      | Ankavandra           | FMMK | JVA  | Civil           | 18° 48′ S, 45° 17′ E         |
| Menabe            | Aérodrome de Belo sur Tsiribihina           | Belo sur Tsiribihina | FMML | BMD  | Civil           | 19° 41′ 12″ S, 44° 32′ 31″ E |
| Menabe            | Aéroport de Malaimbandy                     | Malaimbandy          | FMMC | WML  | Civil           | 20° 21′ S, 45° 33′ E         |
| Menabe            | Aéroport de Mandabe                         | Mandabe              | FMSC | WMD  | Civil           | 21° 02′ S, 44° 57′ E         |
| Menabe            | Aérodrome de Manja                          | Manja                | FMSJ | MJA  | Civil           | 21° 25′ 33″ S, 44° 18′ 55″ E |
| Menabe            | Aérodrome de Miandrivazo                    | Miandrivazo          | FMMN | ZVA  | Civil           | 19° 33′ 46″ S, 45° 27′ 03″ E |
| Menabe            | Aérodrome de Morondava                      | Morondava            | FMMV | MOQ  | Civil           | 20° 17′ 05″ S, 44° 19′ 03″ E |
| Sava              | Aérodrome d'Andapa                          | Andapa               | FMND | ZWA  | Civil           | 14° 39′ 06″ S, 49° 37′ 14″ E |
| Sava              | Aérodrome d'Antsirabato                     | Antalaha             | FMNH | ANM  | Civil           | 14° 59′ 58″ S, 50° 19′ 13″ E |
| Sava              | Aéroport de Doany                           | Doany                |      | DOA  | Civil           | 14° 22′ 05″ S, 49° 30′ 39″ E |
| Sava              | Aérodrome de Sambava                        | Sambava              | FMNS | SVB  | Civil           | 14° 16′ 43″ S, 50° 10′ 29″ E |
| Sava              | Aérodrome de Vohémar                        | Vohémar (Vohimarina) | FMNV | VOH  | Civil           | 13° 22′ 33″ S, 50° 00′ 10″ E |
| Sofia             | Aérodrome d'Ambalabe                        | Antsohihy            | FMNW | WAI  | Civil/Militaire | 14° 53′ 55″ S, 47° 59′ 38″ E |
| Sofia             | Aérodrome d'Analalava                       | Analalava            | FMNL | HVA  | Civil           | 14° 37′ 47″ S, 47° 45′ 50″ E |
| Sofia             | Aérodrome d'Ankaizina                       | Bealanana            |      | WBE  | Civil           | 14° 32′ S, 48° 42′ E         |
| Sofia             | Aérodrome de Befandriana-Avaratra           | Befandriana-Avaratra | FMNF | WBD  | Civil           | 15° 12′ S, 48° 29′ E         |
| Sofia             | Aérodrome de Mampikony                      | Mampikony            | FMNP | WMP  | Civil           | 16° 03′ S, 47° 37′ E         |
| Sofia             | Aérodrome de Mandritsara                    | Mandritsara          | FMNX | WMA  | Civil           | 15° 50′ S, 48° 50′ E         |
| Sofia             | Aérodrome de Port-Bergé                     | Port Bergé           | FMNG | WPB  | Civil           | 15° 35′ S, 47° 37′ E         |
| Vakinankaratra    | Aérodrome d'Antsirabe                       | Antsirabe            | FMME | ATJ  | Civil           | 19° 50′ 13″ S, 47° 03′ 55″ E |
| Vatovavy          | Aérodrome de Mananjary                      | Mananjary            | FMSM | MNJ  | Civil           | 21° 12′ 06″ S, 48° 21′ 30″ E |